# Ancylotrypa granulata
Ancylotrypa granulata là một loài nhện trong họ Cyrtaucheniidae. Loài này phân bố ờ Botswana.